# アデオダトゥス2世 (ローマ教皇)
アデオダトゥス2世（Adeodatus II, ? - 676年6月17日）は、第77代ローマ教皇（在位：672年4月11日 - 676年6月17日）。彼に関する記録はほとんど残されていないが、わずかな記録によると、特に貧しい人や巡礼者への寛容さで知られていたらしい。
アデオダトゥス2世はローマで生まれ、聖ベネディクトの系列の修道院に入り、後にチェリオにある聖エラスムス修道院の修道士となった。彼は修道士の規律の改善とキリスト単意論の排撃に積極的に取り組み、ヴェネツィアの市民自らがドージェを選べるようにした。
ローマ教皇に選出されたころには既にかなりの高齢で、4年間の在任期間中に成し遂げられたことはそれほど多くはない。
アデオダトゥス1世がデウスデディトと呼ばれることもあるため、アデオダトゥス2世はしばしば番号をつけずに、単にアデオダトゥスとも呼ばれる。